# Timòcrates de Rodes
Timòcrates de Rodes (en llatí Timocrates, en grec antic τιμοκράτης) fou un polític rodi al servei de Titraustes, sàtrapa persa de Lídia. Plutarc li dona el nom d'Hermòcrates.
L'any 395 aC Titraustes el va enviar a Grècia amb 50 talents, per subornar als homes destacats en diversos estats i animar-los a fer la guerra contra Esparta, i obligar així al retorn d'Agesilau II que estava fent una victoriosa expedició a l'Àsia Menor, segons diuen Xenofont i Pausànias.